# NUAK2
NUAK2 – gen kodujący białko kinazy białkowej, zależnej od kinazy AMPK. Gen NUAK2 (NUAK family, SNF1-like kinase, 2) znany był także jako DKFZP434J037, DKFZp686F01113, FLJ90349, SNARK, znajduje się w locus 1q32.1.